# 切爾內韋 (蘇梅州)
51°34′34″N 34°0′2″E / 51.57611°N 34.00056°E
切爾內韋（烏克蘭語：Черневе）是位於烏克蘭東北部的村落，隸屬蘇梅州紹斯特卡區沙雷希內市鎮。該村處於克列文河畔，距離赫盧希夫15公里，海拔高度144米，2001年人口409。